# Первый Нюрок
Первый Нюрок — река в России, протекает в Кизеловском районе Пермского края. Правая составляющая реки Нюр. Длина реки составляет 17 км.
Исток реки на предгорьях Среднего Урала на хребте Белый Спой в 5 км к востоку от посёлка Северный-Коспашский. Река берёт начало из болота Чёртово и течёт на юг по ненаселённой местности среди холмов, покрытых тайгой. Сливается с рекой Второй Нюрок образуя короткую реку Нюр, которая всего через два километра впадает в боковой залив Широковского водохранилища на реке Косьва.